# Phyllanthus limmuensis
Phyllanthus limmuensis là một loài thực vật có hoa trong họ Diệp hạ châu. Loài này được Cufod. miêu tả khoa học đầu tiên năm 1947.